# Różne przygody Gąski Balbinki
Różne przygody Gąski Balbinki – jedna z polskich najwcześniej wyprodukowanych i nadawanych telewizyjnych dobranocek. 
Produkcja była nieanimowana, składała się z kilkunastu nieruchomych rysunków, do których narratorka podkładała dialog. Główne postacie to tytułowa Gąska oraz sepleniący kurczak Ptyś. Autorką rysunków była pisarka i ilustratorka Anna Hoffmanowa (Hoffman). Tekst dialogów pisała Maria Terlikowska. Głosu postaciom użyczyła Danuta Mancewicz.
Dobranockę emitowała Telewizja Polska w latach 50. i 60. Pomysł bajki zaczerpnięto z komiksu ukazującego się od 1957 w dziecięcym tygodniku „Świerszczyk”.
Studio Filmów Rysunkowych w Bielsku-Białej przygotowało dwa filmy z gąską: w 1959 – Różne przygody Gąski Balbinki, w 1963 – Upalny dzień Gąski Balbinki.

## W kulturze
W 1966, z okazji Dnia Kobiet, bohaterka pojawiła się na okładce 10. numeru „Świerszczyka”, przyjmując życzenia od innego dziecięcego bohatera – psa Bobika, z twórczości artysty rysownika Jerzego Flisaka.
Imię Gąski Balbinki, od 23 maja 2002, nosi Publiczne Przedszkole w Gorzyczkach w województwie śląskim, funkcjonujące w ramach Zespołu Szkolno-Przedszkolnego. W dzielnicy Ursus w Warszawie znajduje się ulica Balbinki oraz Przedszkole nr 200 „Gąski Balbinki”.
Wydawnictwo „Nasza Księgarnia” opublikowało kilka książek z gąską Balbinką.
Rekwizyty powiązane z serialem prezentowane są w Muzeum Dobranocek w Rzeszowie.
Od 14 maja 2014 w Łodzi funkcjonuje wyremontowany neon w kształcie gąski Balbinki.